# Nad życie
Nad życie – polski film biograficzny z 2012 roku opowiadający o życiu Agaty Mróz-Olszewskiej (1982-2008). Piąty film z serii Prawdziwe historie i jednocześnie pierwszy kinowy.

## Obsada
- Olga Bołądź jako Agata Mróz-Olszewska
- Michał Żebrowski jako Jacek Olszewski
- Maria Gładkowska jako matka Agaty Mróz
- Hanna Konarowska jako Baśka
- Danuta Stenka jako dr Bielecka
- Marek Kasprzyk jako trener
- Andrzej Mastalerz jako dr Zarzycki
- Przemysław Cypryański jako Paweł
- Olga Obrzut jako siatkarka
- Tomasz Schimscheiner jako ginekolog